# Ниссен, Ганс Герман
Ганс Герман Ниссен (нем. Hans Hermann Nissen; 20 мая 1893, Ципнов, Западная Пруссия — 29 марта 1980, Мюнхен) — немецкий оперный певец (бас-баритон).

## Биография
С 1916 года обучался пению у Ю. Ратц-Брокмана. С 1920 выступал как концертный певец.
В 1924 году дебютировал в берлинской Народной опере (Калиф в «Багдадском цирюльнике» П.Корнелиуса). В 1925—1967 годы — солист Баварской оперы, затем преподавал в мюнхенской Академии музыки.

## Творчество
В 1930—1932 годы пел в Чикагской опере, в 1938—1939 — в Метрополитен-опере. Гастролировал в Лондоне (Ковент-Гарден; 1928, 1934), Стокгольме, Брюсселе, Антверпене, Париже (Гранд Опера, 1930), Милане (Ла Скала, 1936—1938), Зальцбурге (1936—1937), Вене, Барселоне. В 1943 году выступал на Байрёйтском фестивале.
Ниссен был ведущим певцом вагнеровского репертуара, а также имел успех в операх Верди (Филипп II в «Дон Карлосе»), Пфицнера (кардинал Борромео в «Палестрине»), Штрауса (Барак в «Женщине без тени»), Моцарта (Альмавива в «Свадьбе Фигаро», Дон Альфонсо в «Так поступают все»). Особенно ему удавались хара́ктерные роли королей и кавалеров.